# Álex Quiñónez
Álex Leonardo Quiñónez Martínez (* 11. August 1989 in Esmeraldas; † 22. Oktober 2021 in Guayaquil) war ein ecuadorianischer Sprinter. Sein größter sportlicher Erfolg war der Gewinn der Bronzemedaille über 200 Meter bei den Weltmeisterschaften 2019 in Doha. Zudem war er viermaliger Südamerikameister.

## Sportliche Laufbahn
Álex Quiñónez nahm erstmals 2006 bei den U18-Südamerikameisterschaften an internationalen Wettkämpfen teil. Im 200- und 400-Meter-Lauf erreichte er dabei das Finale und konnte auch mit den Staffeln vordere Platzierungen erreichen. 2011 nahm er im Juni im Alter von 21 zunächst an den Südamerikameisterschaften in Buenos Aires teil. Im 200-Meter-Lauf verpasste er den Einzug in das Finale und wurde Elfter. Mit der 4-mal-100-Meter-Staffel belegte er Platz 5. Im Oktober nahm er dann auch an den Panamerikanischen Spielen in Guadalajara teil. Mit der Staffel belegte er dort in neuem Nationalrekord erneut den fünften Platz. Über 200 Meter wurde er in 20,86 s Sechster.
2012 qualifizierte er sich über 200 Meter für die Olympischen Spiele in London. Er schaffte mit Platz 3 in seinem Halbfinallauf über die Zeit den Einzug in das Finale, in dem er in 20,57 s Siebter wurde. Im Juli 2013 fanden die Südamerikameisterschaften im kolumbianischen Cartagena statt. Dort gewann Quiñónez Gold über 100 und 200 Meter und wurde sowohl mit der 4-mal-100-, als auch mit der, 4-mal-400-Meter-Staffel Vierter. Im August folgten die Weltmeisterschaften in Moskau. Über 100 Meter scheiterte er bereits im Vorlauf, im 200-Meter-Lauf war für ihn im Halbfinale Schluss. 2014 nahm er an den Südamerikaspielen in Santiago de Chile teil. Über 100 Meter gewann er Bronze, über 200 Meter die Silbermedaille.
2015 gewann er erneut zwei Goldmedaillen bei den Südamerikameisterschaften in Lima, diesmal über 200 Meter und mit der 4-mal-100-Meter-Staffel. Im 100-Meter-Lauf gewann er zudem Silber. Bei den Panamerikanischen Spielen in Toronto einen Monat später verpasste er über 200 Meter den Einzug in das Finale. Einen weiteren Monat später wurde er bei Weltmeisterschaften in Peking im Halbfinale disqualifiziert. Nach einem schweren Jahr 2016, trat er 2017 bei den Südamerikameisterschaften in Asunción lediglich mit der Staffel an, mit der er den vierten Platz belegte. 2018 nahm er dann bei den Südamerikaspielen im bolivianischen Cochabamba an. Über 100 Meter gewann er in 10,09 s Silber, über 200 Meter gewann er in 19,93 s seine erste Goldmedaille bei Südamerikaspielen.
Im Mai 2019 nahm Quiñónez an den IAAF World Relays in Yokohama teil. Dort trat er mit seinen Teamkollegen in der 4-mal-200-Meter-Staffel an, mit der er den zehnten Platz belegte. Anfang Juli stellte er dann bei einem Meeting in Lausanne in 19,87 s eine neue Bestzeit über 200 Meter auf und verbesserte damit gleichzeitig den Südamerikarekord. Im August siegte er über die 200 Meter bei den Panamerikanischen Spielen in Lima. Im Oktober erzielte er mit dem Gewinn der Bronzemedaille in 19,98 s bei den Weltmeisterschaften in Doha seinen bislang größten sportlichen Erfolg. 2021 trat Quiñónez in Chorzów zum zweiten Mal nach 2019 mit der 4-mal-200-Meter-Staffel bei den World Athletics Relays an und verpasste mit dem vierten Platz die Medaillenränge nur knapp.

### Dopingsperre
Die Unabhängige Integritätskommission (AIU) des Leichtathletikweltverbandes World Athletics teilte am 21. Juli 2021 mit, dass Quiñónez wegen dreier verpasster Dopingkontrollen binnen zwölf Monaten ab dem 25. Juni für ein Jahr gesperrt wurde. Damit verpasste er die Olympischen Spiele 2021 in Tokio.

## Ermordung
Am 22. Oktober 2021 wurde Quiñónez zusammen mit einem Freund, Jojairo Arcalla, von Unbekannten erschossen.

## Wichtige Wettbewerbe
| Jahr                | Veranstaltung             | Ort                 | Platz               | Disziplin           | Zeit                |
| Startet für Ecuador | Startet für Ecuador       | Startet für Ecuador | Startet für Ecuador | Startet für Ecuador | Startet für Ecuador |
| ------------------- | ------------------------- | ------------------- | ------------------- | ------------------- | ------------------- |
| 2011                | Südamerikameisterschaften | Buenos Aires        | 11.                 | 200 m               | 21,57 s             |
| 2011                | Südamerikameisterschaften | Buenos Aires        | 5.                  | 4 × 100 m           | 41,90 s             |
| 2011                | Panamerikanische Spiele   | Guadalajara         | 6.                  | 200 m               | 20,86 s             |
| 2011                | Panamerikanische Spiele   | Guadalajara         | 5.                  | 4 × 100 m           | 39,76 s             |
| 2012                | Olympische Spiele         | London              | 7.                  | 200 m               | 20,57 s             |
| 2013                | Südamerikameisterschaften | Cartagena           | 1.                  | 100 m               | 10,22 s             |
| 2013                | Südamerikameisterschaften | Cartagena           | 1.                  | 200 m               | 20,44 s             |
| 2013                | Südamerikameisterschaften | Cartagena           | 4.                  | 4 × 100 m           | 40,11 s             |
| 2013                | Südamerikameisterschaften | Cartagena           | 4.                  | 4 × 400 m           | 3:15,61 min         |
| 2013                | Weltmeisterschaften       | Moskau              | 15.                 | 200 m               | 20,55 s             |
| 2014                | Südamerikaspiele          | Santiago de Chile   | 3.                  | 100 m               | 10,39 s             |
| 2014                | Südamerikaspiele          | Santiago de Chile   | 2.                  | 200 m               | 20,66 s             |
| 2014                | Südamerikaspiele          | Santiago de Chile   | 5.                  | 4 × 100 m           | 40,41 s             |
| 2015                | Südamerikameisterschaften | Lima                | 2.                  | 100 m               | 10,72 s             |
| 2015                | Südamerikameisterschaften | Lima                | 1.                  | 200 m               | 20,76 s             |
| 2015                | Südamerikameisterschaften | Lima                | 1.                  | 4 × 100 m           | 39,94 s             |
| 2015                | Panamerikanische Spiele   | Toronto             | 15.                 | 200 m               | 20,81               |
| 2015                | Weltmeisterschaften       | Peking              |                     | 200 m               | DSQ                 |
| 2017                | Südamerikameisterschaften | Asunción            | 4.                  | 4 × 100 m           | 40,61 s             |
| 2018                | Südamerikaspiele          | Cochabamba          | 2.                  | 100 m               | 10,09 s             |
| 2018                | Südamerikaspiele          | Cochabamba          | 1.                  | 200 m               | 19,93 s             |
| 2019                | IAAF World Relays         | Japan               | 10.                 | 4 × 200 m           | 1:27,22 min         |
| 2019                | Panamerikanische Spiele   | Peru                | 1.                  | 200 m               | 20,27 s             |
| 2019                | Weltmeisterschaften       | Doha                | 3.                  | 200 m               | 19,98 s             |
| 2021                | World Athletics Relays    | Chorzów             | 4.                  | 4 × 200 m           | 1:24,89 min         |

## Persönliche Bestleistungen
Freiluft
- 100 m: 10,09 s, 25. Mai 2013, Medellín (ecuadorianischer Rekord)
- 200 m: 19,87 s, 5. Juli 2019, Lausanne (ecuadorianischer Rekord)
- 400 m: 46,28 s, 29. Juni 2019, Braga (ecuadorianischer Rekord)

Halle
- 60 m: 6,66 s, 8. Februar 2019, Madrid (ecuadorianischer Rekord)
- 200 m: 21,12 s, 2. Februar 2021, San Sebastián (ecuadorianischer Rekord)